# Daniel Hitzler

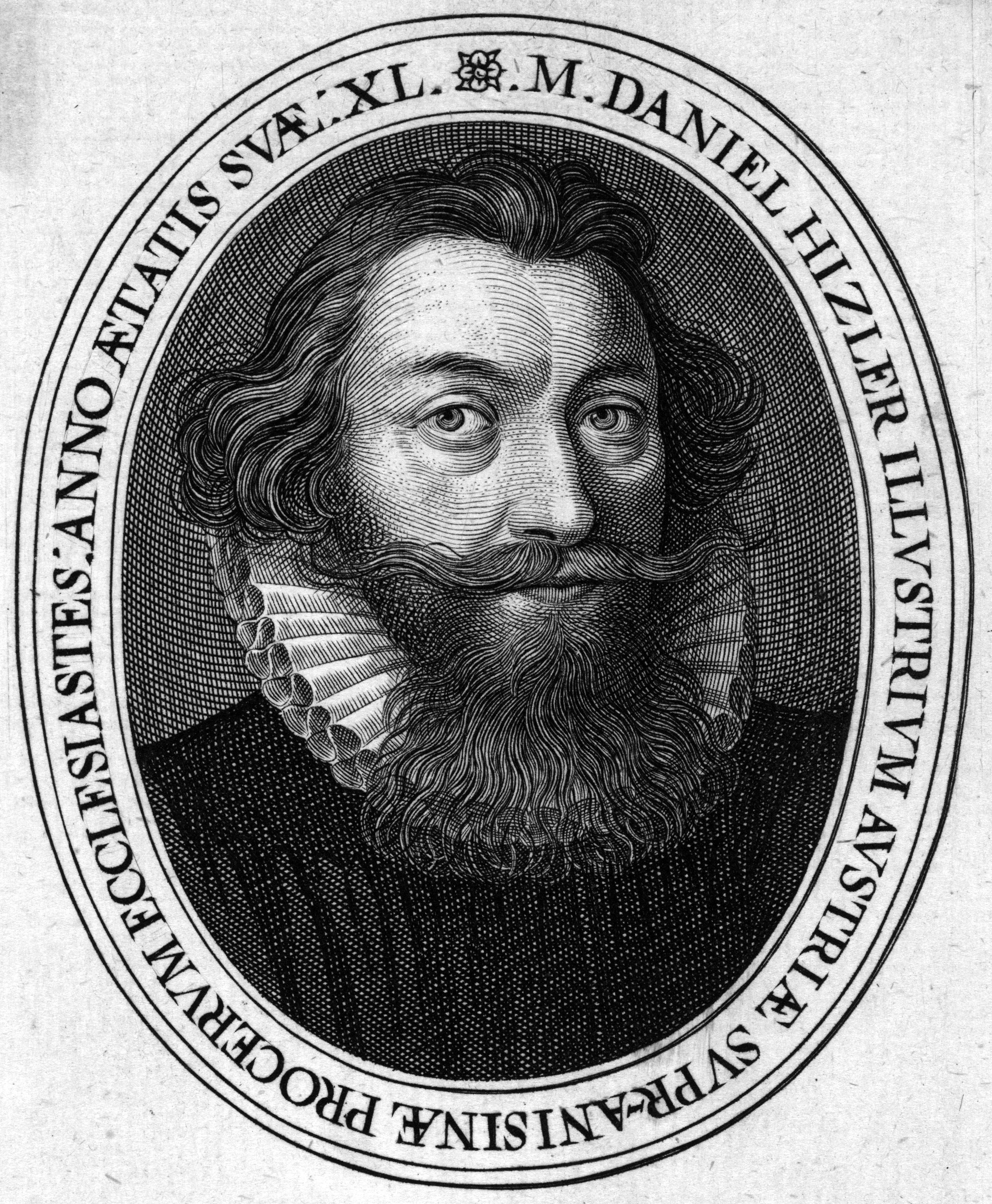
Daniel Hitzler

Daniel Hitzler (* 16. Januar 1575 in Heidenheim; † 6. September 1635 in Straßburg; auch Daniel Hizler) war ein deutscher evangelischer Theologe und Geistlicher.

## Leben
In Bebenhausen und Blaubeuren besuchte Hitzler Klosterschulen; anschließend studierte er ab 1595 an der Universität Tübingen. Er erhielt 1598 den Magister-Titel und wurde 1600 Repetent am Evangelischen Stift. Im Jahr 1600 wurde Daniel Hitzler in Waiblingen Diakon. Er reformierte 1603 das katholische Stift Reichenbach an der Murg und wurde dort Pfarrer. 1608 ernannte man ihn in Freudenstadt zum Stadtpfarrer; im darauffolgenden Jahr wurde er in Güglingen Pfarrer sowie Spezialsuperintendent.
Im Jahre 1611 ging Hitzler auf Drängen des württembergischen Herzogs nach Linz als Oberpfarrer sowie Vorsteher der protestantischen Landschaftsschule. In den Wirren des Dreißigjährigen Kriegs und der Gegenreformation war er 1621–1622 30 Wochen in Haft, da er angeblich einen Aufstand gegen Ferdinand II. begonnen habe. Er musste 1624 wie andere Evangelische Österreich ob der Enns verlassen und kehrte nach Württemberg zurück. In Kirchheim wurde er 1625 Stadtpfarrer und Spezialsuperintendent, im nächsten Jahr Herzoglicher Rat sowie in Bebenhausen Spezialsuperintendent und Abt des Klosters Bebenhausen. 1630 wurde er dort allerdings durch das Restitutionsedikt vertrieben. Weitere zwei Jahre darauf wurde er in Stuttgart sowohl zum Prediger an der Stiftskirche als auch zum Propst ernannt. 1634 musste er aufgrund der Schlacht bei Nördlingen mit Eberhard III. nach Straßburg fliehen. Dort verstarb er am 6. September 1635 nach einem Schlaganfall. 1659 erschien eine Gedächtnisrede vom Vorjahr, welche den Namen Memoria Hizleri resuscitata trug.
Bedeutend war Hitzler als Musikschriftsteller. In unrühmlicher Erinnerung blieb er, weil er den Astronomen Johannes Kepler wegen anti-lutherischer Gesinnung in Württemberg denunziert und daraufhin in Linz vom Abendmahl ausgeschlossen hat.

## Werke (Auswahl)
- Sprüche Heiliger Schrift …. Wagenmann, Nürnberg 1615
- Extract auß der Neuen Musica oder Singkunst. Wagenmann, Nürnberg 1623
- Christliche Kirchengesäng, Psalmen und Geistliche Lieder. Dietzel, Straßburg 1634